# Lasianthus henryi
Lasianthus henryi är en måreväxtart som beskrevs av John Hutchinson. Lasianthus henryi ingår i släktet Lasianthus och familjen måreväxter. Inga underarter finns listade i Catalogue of Life.